# Елізабет Рудінеско
Елізабет Рудіне́ско (фр. Élisabeth Roudinesco; французькою наголос: Рудінеско́) (* 10 вересня 1944, Париж) — французька дослідниця історії і психоаналізу, філософ. Професор історії Університету Париж VII — Дідро. Відома французька інтелектуалка, її праці перекладено понад 30 мовами[джерело?].
Співавторка останньої книжки Жака Деріда Що завтра... (De quoi demain...), присвяченої основним проблемам сучасного світу й, зокрема, філософії.

## Життєпис
Народилася в сім'ї психоаналітикині Джені Вейс (дочки феміністки Луїзи Вейс) та вченого-нейрохірурга Александра Рудінеско.
Освіту здобувала в паризькому Sévigné Collège. Потім студіювала літературу і лінгвістику в Сорбонні; керівником її маґістерської був Цветан Тодоров. В 1975 році захистила докторську дисертацію на тему Inscription du désir et roman du sujet у Жана Леваяна в Університеті Париж VIII — Венсенн. В той же час була студенткою Мішеля де Серто, Жиля Дельоза і Мішеля Фуко. В 1991 році під керівництвом Мішель Перро габілітувалася на докторку історії перед комісією в складі Алена Корбена, Домініка Лекура, Жана-Клода Пассерона, Робера Кастеля, Сержа Леклера. В 1994 році ця докторська дисертація була опублікована під назвою Генеалогії (Généalogies). В ній Елізабет Рудінеско досліджує проблему генеалогій від Ніцше до Фуко, зосереджуючи увагу на поняттях втрати, забуття, конфлікту і архіву:
|  | Перехід до ідентичності історика - це бажання чогось, що є поза моїм я, повертаючись до витоків, що несуть відбиток становлення: історія історії сімей. У переплетенні віт генеалогічного дерева, поміж якого я більше не є господарем у своєму домі, поняття еґо не є прийнятним |

З 1969 до 1981 слухачка Фройдівської школи психоаналізу (École Freudienne de Paris), заснованої Жаком Лаканом. Член редколегії Revue Poétique (1969-1979). Співпрацює з французькими загальнонаціональними виданнями: Libération (1986–1996), а також Le Monde з 1996.

### Посади та обов'язки
- директор з наукової роботи за напрямом «Історія», Університет Париж VII — Дідро, з 1991 року.
- Керівниця навчальної частини, Ecole Pratique des Hautes Etudes (EPHE), Університет Париж I - Пантеон-Сорбонна, з 2001 року.
- Старійшина Ecole des Hautes Etudes en Sciences Sociales (EHESS), з 1992 до 1996.
- президент Société Internationale d'Histoire de la Psychiatrie et de la Psychanalyse (SIHPP).
- Член редакційних колегій наукових журналів «L'Homme» (видавався EHESS., між 1997-2002 роками), «History of psychiatry» з 2003 року і «Cliniques Méditerranéenne» з 2000 року.
- Член Société Française d'Histoire de la Médecine, з 1997.
- Гостьова професор Middlesex University (Лондон), з 2006 року.
- Дописувачка французьких загальнонаціональних видань Libération (1986–1996), а також Le Monde з 1996.

### Політичні погляди
Протягом 1971-1979 років член Французької комуністичної партії. Активно бере участь у великих суспільних дискусіях на сторінках французької преси та на телебаченні, зокрема щодо таких тем, як гомосексуальність, лаїцизм, клонування, набуті/генетичні ознаки, дитяча злочинність. Так в 1997 році виступала за право гомосексуальних пар на усиновлення (фр. Adoption homoparentale).. На думку Рудінеско, суспільство повинне пройти великий шлях розвитку, аби трансформувати наявні уявлення про гомосексуальність. Рудінеско виступає проти позитивної дискримінації в гендерній сфері[джерело?]. Вона прихильно ставиться до заборони носити у французькій школі чадру та інші аксесуари, що підкреслюють релігійність. Негативно ставиться до досліджень, покликаних виявити в дітей "гени" злочинності, у зв'язку з цим підписала петицію французьких інтелектуалів Проти оцінки "нуль" за поведінку для трирічних дітей.

## Методологія
Перші роботи Елізабет Рудінеско з’явились в 1970-х роках й були присвячені аналізу творів Антонена Арто, Бертольда Брехта, Луї-Фердінана Селіна. У цих працях йшлося про зв’язок між біографією авторів та їхніми творами, проте Рудінеско намагалася не скочуватися до прямолінійних схем психобіографії чи психологізації літературного твору через клінічний аналіз поведінки автора.
З 1979 року Рудінеско звертається до історії психоаналізу у Франції. Ці перші дослідження позначені впливом історіографічного підходу, за яким біографічна модель (що втілюється в поняті “батько-засновник”) є квінтесенцією всіх досліджень ґенези певного явища. Проте такий підхід здався їй менш перспективним після появи книжки Генрі Елленбергера “Історія відкриття несвідомого”.
Рудінеско перевидає цю роботу разом зі своєю ґрунтовною передмовою. Разом з Елленбергером вона розробляє концепцію фройдизму, що спирається на “архівістику” та такі поняття, як “ментальні знаряддя”, “довга тривалість” та “система мислення”. Вона пропонує не зводити вивчення систем мислення, динамічної психіатрії, психотерапії та психомедицини лише до єдиного засновку, а розглядати численні плюралістичні напрямки розвитку. Таким чином, цей метод цілком руйнує біографічну модель.
Рудінеско розвиває концепцію Елленбергера за рахунок ідей таких мислителів, як Мішель Фуко чи Жорж Канґієм. Так дослідження систем мислення стають дослідженнями форм виокремлення знання у відповідну епоху, форм рівноваги цього знання й комунікації знання. Йдеться про історію мислячих людей та систем, що взаємовпливають, але також про критичний аналіз поняття свідомості та суб'єкта комунікації.
Відзначаючи, якою мірою психоаналіз став своєрідним науковим рухом та системою мислення, Рудінеско показує, що саме Франція була тією країною, де в довготривалій перспективі розвинулися всі необхідні передумови для розвитку фройдизму в культурному й науковому житті. Цим особливим становищем Франція завдячує спадщині Французької революції, яка створила юридичне й наукове підґрунтя поняття божевілля й породила систему психіатричних закладів. Пізніше, справа Дрейфуса прискорила зростання самосвідомості класу інтелектуалів. Називаючи себе аванґардом, цей клас розвивав новаторські ідеї. Важливий вплив справила тут і нова модерна література з такими іменами, як Бодлер, Рембо, Лотреамон. Ця література методами нового письма проголосила новий проект людини під гаслом “Я є іншим”.
У 1993 році Рудінеско публікує працю про Лакана, останнього великого інтерпретатора фройдизму. Відчувши ще від 1938 року занепад поняття патріархату, Лакан, як і Фройд, всупереч англійській школі, намагався переоцінити роль батька в західному суспільстві через символічну функцію. Рудінеско підкреслює, що особливою заслугою Лакана було впровадження в психоаналіз елементів німецької філософії (Геґель, Ніцше, Гайдеґґер). Так була створена концепція, про яку сам Фройд ніколи й не думав, оскільки вибудовував свою теорію на основі біологічної моделі (дарвінізм), свідомо відмовляючись брати до уваги сучасний філософський дискурс.
Дослідження меланхолії Теруань де Мерикур, зачинательки феміністського руху, як особливий випадок в історії психіатрії, дає можливість Рудінеско зрозуміти важливість парадигми Французької революції для стану фройдизму у Франції. Рудінеско показала, що умови, необхідні для географічного впровадження фройдистських ідей та психоаналітичного руху – це, з одного боку, попереднє становлення психіатричного знання, тобто становлення такого погляду на божевілля, який здатний концептуалізувати поняття душевної хвороби поза будь-якими ідеями про божевілля, які передбачають втручання божественного начала, а з іншого боку, існування правової держави, яка здатна ґарантувати вільне існування широкого діапазону можливих відхилень. Як правило, відсутність однієї з цих умов, або й обох, призводила до відторгнення фройдистських ідей в країнах тоталітарних диктатур, а також в ісламському світі та суспільствах з племенним устроєм. Проте Рудінеско зауважує, що військові диктатури в Латинській Америці не перешкоджали розвиткові фройдизму (зокрема в Бразилії й Аргентині), що пов'язано з їхньою природою, відмінною від обох тоталітарних систем (нацизму й комунізму), які не допускали поширення фройдизму в Європі. Режими “каудильського” типу не чіпляли фройдизмові ні ярлик “єврейської науки”, як то робилося в нациській Німеччині, ні ярлик “науки буржуазної”, як було в комуністичних системах між 1945 і 1989 роками.

## Наукові публікації

### Найважливіші праці
- Pour une politique de la psychanalyse, Paris : La Découverte, 1977
- Histoire de la psychanalyse en France, vol. 1, Paris : Le Seuil, 1982 (перевидання Fayard 1994)
- Histoire de la psychanalyse en France, vol. 2, Paris : Le Seuil, 1986 (перевидання Fayard 1994)
- Théroigne de Méricourt. Une femme mélancolique sous la Révolution, Paris : Le Seuil, 1989
- Jacques Lacan. Esquisse d'une vie, histoire d'un système de pensée, Paris : Fayard, 1993
- Généalogies, Paris : Fayard, 1994
- Dictionnaire de la psychanalyse, avec Michel Plon,  Fayard, Paris, 1997, ISBN|2-213-59685-9
- Pourquoi la psychanalyse ?, Paris : Fayard, 1999
- L'analyse, l'archive, Bibliothèque Nationale de France, 2001
- La Famille en désordre, Paris : Fayard, 2002
- Le Patient, le thérapeute et l'État, Paris : Fayard, 2004
- Philosophes dans la tourmente, Histoire de la pensée, Fayard, Paris, 2005.
- La part obscure de nous-mêmes - Une histoire des pervers, Albin Michel, Paris, 2007.
- Retour sur la question juive, Albin Michel, Paris, 2009. ISBN 2226187146
- Théroigne de Méricourt. Une femme mélancolique sous la Révolution, Préface inédite d'Elisabeth Badinter, Albin Michel, Paris, 2010.
- Philosophes dans la tourmente (Canguilhem, Sartre, Foucault, Althusser, Deleuze, Derrida), Paris : Fayard, 2005
- La part obscure de nous-mêmes : une histoire des pervers, Paris : Albin Michel, 2007
- Retour sur la question juive, Albin Michel, Paris, 2009
- Mais pourquoi tant de haine ?, Paris, Seuil, mai 2010
- Lacan, envers et contre tout, Paris, Seuil, septembre 2011
- Lacan. Passé, présent. Dialogues, avec Alain Badiou Paris, Seuil, 2012.
- Sigmund Freud en son temps et dans le nôtre, Paris, Seuil, 2014, ISBN 978-2-02-118379-5 — Prix Décembre 2014 et Prix des prix littéraires 2014.
- Dictionnaire amoureux de la psychanalyse, Plon, 2017

### Праці в співавторстві й перевидання
- Penser la folie, Essais sur Michel Foucault,Collectif et Société internationale d'histoire de la psychiatrie et de la psychanalyse. Colloquee : 1991 : Grand Amphithéâtre de Saint-Anne, Galilé, Débats, 9 septembre 1992
- Médecines de l'âme. Essais d'histoire de la folie et des guérisons psychiques, (textes réunis par Henri F. Ellenberger, Paris : Fayard (coll. « Histoire de la pensée »), 4 octobre 1995
- Actualité de Georges Canguilhem, Société internationale d'histoire de la psychiatrie et de la psychanalyse. Colloque 10e : 1993 : Paris, France, Georges Canguilhem, François Bing, Jean-Francois Braustein, Élisabeth Roudinesco, Les empêcheurs de tourner en rond, 24 novembre 1998.
- Psychothérapie d'un indien des plaines. Réalité et rêve, (Georges Devereux), Paris : Fayard (coll. « Histoire de la pensée »), 18 mars 2000
- Au-delà du conscient. Histoire illustrée de la psychiatrie et de la psychanalyse, (Pierre Morel, Jean-Pierre Bourgeron et Élisabeth Roudinesco), Paris : Hazan, 12 septembre 2000
- Dictionnaire de la psychanalyse, Michel Plon et Élisabeth Roudinesco, Paris : Fayard, 7 février 2001
- Le Psychologue surpris, (Theodor Reik,  rééd.: Élisabeth Roudinesco), Paris : Denoël (coll. « Espace analytique »), 23 mai 2001
- De quoi demain... Dialogue, (Jacques Derrida et Élisabeth Roudinesco), Paris : Fayard, 12 septembre 2001
- Histoire de la découverte de l'inconscient, Henri F. Ellenberger, Paris : Fayard, 1er juillet 2002
- Psychanalyse des enfants séparés : Études cliniques, 1952-1986, de Jenny Aubry, Élisabeth Roudinesco (Préface), Denoel, l'espace analytique, 2 octobre 2003.
- Pour une éthique commune : Médecine, psychiatrie et psychanalyse,de Edouard Azouri, Sélim Abou, Elisabeth Roudinesco, Chawki Azouri, Collectif, Campagne Première, Colloque de l'Université St Joseph, Beyrouth, octobre 2003.
- Notre cœur tend vers le Sud : Correspondance de voyage 1895-1923, de Sigmund Freud, Elisabeth Roudinesco (Préface), Jean-Claude Capèle (Traduction), Fayard, Histoire de la Pensée, mars 2005.
- Pourquoi tant de haine?: Anatomie du Le Livre noir de la psychanalyse, Elisabeth Roudinesco, Jean- Pierre Sueur, Roland Gori, Pierre Delion, Jack Ralite, Navarin Editeur, Paris, octobre 2005.
- Entrée Psychoanalysis in Lawrence D. Kriztman dir.,The Columbia History of Twentieth-Century French Thought,Columbia University Press, New-York, janvier 2006

### Найважливіші статті
- Cogito et science du réel, in L’Arc, 58, 1974.
- Brecht avec Freud, in L’Herne, 1, 1979.
- Documents concernant l’histoire de la psychanalyse en France durant l’Occupation, in Cahiers Confrontation, 16, 1986. Traduction allemande, in Psyche, 12, décembre 1988.
- Antisémitisme et contre-Révolution (1886-1944), en collaboration avec Henry Rousso, in L’Infini, 27, 1989.
- Sartre, lecteur de Freud, in Les Temps modernes, 531-533, décembre 1990. Traduction allemande, Riss, 12, 39-40, septembre/octobre 1997. Repris dans Philosophes dans la tourmente.
- Lucien Febvre à la rencontre de Jacques Lacan, Paris, 1937, en collaboration avec Peter Schöttler, in Genèses, 13, automne 1993.
- Réponse à Michel Schneider, Les Temps modernes, 572, 1994.
- Georges Mauco (1899-1988) : un psychanalyste au service de Vichy. De l’antisémitisme à la psychopédagogie, in L’Infini, 51, automne 1995.
- "Bataille, entre Freud et Lacan: une expérience cachée", in Georges Bataille après tout, Denis Hollier dir., Belin, Paris, 1995, p.191-212.
- Psychanalyse fin de siècle. La situation française : perspectives cliniques et institutionnelles, International Psychoanalysis. The Newsletter of IPA, version française et anglaise, volume 6, Issue 1, 1997. Traduction portugaise, O Olho da Historia, V, 1, n.5, Salvador de Bahia, 1998.
- Carl Gustav Jung, De l’archétype au nazisme. dérives d’une psychologie de la différence, L’Infini, 63, automne 1998.
- Les premières femmes psychanalystes, Mil neuf cent. Revue d’histoire intellectuelle, 16, 1998. Repris dans Topique, 71, 2000.
- Souffrance psychique, rêve, nouveaux enjeux de la modernité, Parallax, janvier 200.
- Claude Lévi-Strauss et la psychanalyse : de près et de loin, Critique, 620-621, janvier-février 1999.
- Psychanalyse profane et analyse laïque. Variations sur un thème, in Essaim, 4, 1999.
- Freud et le régicide. Éléments d’une réflexion, in Revue germanique internationale, 14, 2000.
- Écrire d’amour : hommage à Action poétique, in Forme & mesure. Cercle Polivanov : pour Jacques Roubaud/Mélanges, Mezura 49, Inalco, publications des langues’O, Paris, 2001.
- Désir de révolution, Lignes, fév. 2001.
- La liste de Lacan. Inventaire de choses disparues, Revue de la BNF, 14, 2003. Repris dans Eric Marty (coll.), Lacan et la littérature, Paris, Manucius, (Le marteau sans maître), 2005.
- La psychanalyse et le club de l’horloge : chronique d’un antisémitisme masqué, Les Temps modernes, juin 2004.
- À propos d’une lettre inédite de Freud sur le sionisme et la question des lieux saints, Cliniques méditerranéennes, 70, 2004.
- Désir d’un au-delà du moi, La règle du jeu, 30, janvier 2006.

## Виставки
- Психоаналіз 1 і 2 (La Psychanalyse 1 et 2). Commissaire scientifique : Elisabeth Roudinesco. Auteur : Yann Diener. Réalisée par Anne Parian pour l’ADPF, Ministère des affaires étrangères, 2002.

## Фільми
- Зиґмунд Фройд Sigmund Freud. L’invention de la psychanalyse, en collaboration avec Élisabeth Kapnist, 1997. Перший документальний фільм. Створений за неопублікованими архівними матеріалами та за участі провідних науковців: Peter Gay, Yosef Hayim Yerushalmi (États-Unis), Riccardo Steiner (Grande-Bretagne), Regine Lockot (Allemagne), Jean Clair (France). 110 minutes. France 3 / ARTE.
- Дослідники нашого часу Chercheurs de notre temps : Elisabeth Roudinesco, entretien d’une heure avec Elisabeth Roudinesco conçu par Dominique Bollinger, réalisé par Philippe Miquel, produit par le Centre de documentation pédagogique, 1999.
- Жак Лакан, психоаналіз, винайдений заново Jacques Lacan, la psychanalyse réinventée, документальний фільм для франко-німецького каналу АРТЕ (ARTE), écrit par Elisabeth Roudinesco en collaboration avec Elisabeth Kapnist, réalisé par Elisabeth Kapnist, produit par l’INA.

## Переклади українською
- Елізабет Рудінеско. Розладнана сім'я, переклав з французької Євген Марічев, Київ: Ніка-Центр, 2004. ISBN 966-521-265-6
- Елізабет Рудінеско. Філософи в обіймах бурі (Кангієм, Сартр, Фуко, Альтюссер, Дельоз, Деррида), переклав з французької О. Юдін, Київ: Ніка-Центр, 2007. ISBN 978-966-521-456-4
- Елізабет Рудінеско. Навіщо нам психоаналіз? переклав з французької Є. Марічев, Київ: Ніка-Центр, 2008. ISBN 978-966-521-482-3
- Елізабет Рудінеско й Ален Бадью. Жак Лакан: сучасність минулого. / пер. з фр. Павла Шведа. – Київ: Комубук, 2020.